# Slaget vid Nedao
Slaget vid Nedao var ett slag som utkämpades år 454 mellan hunner och deras tidigare germanska vasaller möjligen med ostrogoter stridande för hunnerkungen Ellak mot en germanallians ledda av gepidernas ledare Ardarik, som vann slaget. Nedao tros vara en biflod till Savafloden. 
Detta resulterade i att hunnernas rike föll ihop som ett korthus. Efter detta tog hunnernas välde slut. Vissa hövdingar lyckades behålla makten ytterligare ett tag, men under 500-talet invaderade avarerna Ungern, och tog då hunnernas makt i området slut. Därmed försvann hunnerna i historien som ett eget folk. 

## Moderna forskare om slaget
Jordanes hävdade att ostrogoterna kämpade mot hunnerna i slaget vid Nedao, men detta avvisas av flera moderna historiker som Herwig Wolfram och Hyun Jin Kim. Den senare menar att detta är en falsk historieskrivning och att den ostrogotiska kungen Valamir själv kämpade tillsammans med hunnerna.  Andra forskare  som JR Martindale och Franz Altheim accepterar att ostrogoterna var bland segrarna i Nedao, medan andra forskare, inklusive Otto J. Maenchen-Helfen, tror att inget av detta existerade alls.

## Efterdyningar
Hunnernas dominans i Central- och Östeuropa upphörde efter slaget. Det är svårt att exakt rekonstruera händelserna, men i början av 460-talet fanns inte Hunnerriket och gepider, rugier, heruler, sveber och ostrogoter var självständiga stammar och så småningom blev de allierade med det östra romerska riket. Hunnerna under Dengizich, flyttade österut och attackerade det östra romerska riket men led ett  avgörande nederlag 469. 